# OTL Nagyvárad járműpark
A nagyváradi OTL (Oradea Transport Local) járműparkja tartalmaz közel 100 autóbuszt (Köztük mikró-, mini-, midibuszokat is) és 70 villamost.

## Autóbuszok
- Volvo B7RLE: Oslóból érkeztek használtan 2017-ben. Az OTL 14 db-t vásárolt. A buszok alacsony padlósak, 2005-ben lettek gyártva. Ajtó-konfiguráció: 1-2-0; Azonosítóik: 70-83
- Isuzu Novociti 27-MD: Midibuszok, 2015-ben lettek megvásárolva , mind a 7 darab újonnan. Nem alacsony padlósak, ajtajaik kifelé nyílnak. Ajtó-konfiguráció: 2-0-2; Azonosítóik: 84-90
- Karsan Jest: Minibuszok, 2015-ben 5 darabot egyenesen a gyárból szállítottak ide. Alacsony padlós, egyetlen ajtaja kifelé nyílik. Ajtó-konfiguráció: 0-2-0; Azonosítóik: 91-95
- Iveco Daily: Mikróbusz, 2009-ben lett a flotta része ez a 14 éves jármű. Nem alacsonypadlós, azonosítója 18.
- Mercedes-Benz O345 : InterCity autóbuszok, Párizsból érkeztek 2014-ben, használtan. 1998-ban gördültek le a gyártósorról. Nem alacsonypadlósok. Ajtó-konfiguráció: 1-0-1; Azonosítóik: 109, 158, 159, 163
- Mercedes-Benz Conecto: Eredetileg az OTL 20 darabot vett újonnan, de 2014-ben egy 21. darab is érkezett Csehországból az Intercity vonalakra. 2004-ben és 2005-ben gyártották őket. Nem alacsonypadlósok. Ajtó-konfiguráció: 2-2-2; Azonosítóik: 115-135
- Volvo Localo-Arriva: Ez a 12 darab Magyarországon összeszerelt autöbusz újonnan érkezett meg 2009-ben. Alacsonypadlós autóbuszok. Ajtó-konfiguráció: 2-2-2 Azonosítóik: 136-147
- Solaris Urbino 12: A 10 darab korszerű, alacsonypadlós jármű egyenesen a Lengyelország-i gyárból érkezett 2010 telén és 2011 nyarán. Ajtó-konfiguráció: 2-2-2; Azonosítóik: 148-157
- MAN NG312: A két 1996-ban gyártott csuklós autóbusz 2014 óta a flotta egyik ékköve, hiszen automata hátsó ajtajával igazi ritkaságnak számított. Ajtó-konfiguráció: 2-2-2 Azonosítója: 167
- MAN NG313: A 2000-ben gyártott csuklós autóbusz szintén 2014-ben érkezett. Ez is automata középső és hátsó ajtóval rendelkezik. Ajtó-konfiguráció: 2-2-2; Azonosítója: 166
- Mercedes-Benz O405GN: A flotta legrégebbi darabja is 2014 óta szolgál az OTL vonalain. A flotta egyetlen 4 ajtós járműve. Ajtó-konfiguráció: 2-2-2-2; Azonosítója: 168
- MAN Lion's City A78: A 14, 2006-ban gyártott autóbusz 2018 Júliusában csatlakozott a nagyváradi járműparkhoz. Ajtó-konfiguráció: 1-2-0; Azonosítóik: 169-182
- Volvo 8700LE B12B: A 3, 2009-ben gyártott háromtengelyes autóbusz 2019 novemberben érkezett. Ajtó-konfiguráció: 1-2-0; Azonosítóik: 183-185

## Villamosok
- Siemens ULF: A 10 villamos 2008-ban érkezett újonnan. Azóta is az egyetlen alacsonypadlós villamosok. Azonosítóik: 50-59
- Tatra T4D-ZR: A 44-es azonosítójú bidirekcionális villamos is egy egyedi darab a flottában.
- Tatra T4D: Magdeburgból érkezett majdnem 50 villamos 2001-2003 között. Ezeket kezdték leváltani a Drezdából 2013-ban és 2014-ben érkező villamosok és a 2018-ban érkező Tatra KT4D-M kisebb járművek. B4D utánfutókkal párosítva közlekednek. T4D Azonosítók: 1-2, 5-8, 12-13, 15, 18-27, 29-32, 35, 37-43, 45-46; B4D Azonosítók: 101-102, 105-108, 112-113, 115, 118-127, 129-132, 135, 137-143, 145-146
- Tatra KT4D-M: Berlinből érkezett ez a 30 darab modernizált csuklós szerelvény 2017 végén és 2018 tavaszán. Először a régebbi csuklós KT4D-ket váltották, majd az utánfutós Tatra-kat is. Azonosítóik: 200-229

## A jövő tervei
- 15 darab Mercedes Ciatro C2 Hybrid autóbusz vásárlása (2021-2022)
- 20 darab Astra Imperio villamos érkezése(első kettő 2020 márciusban)
- 6 darab Euro 6-os besorolású autóbusz vásárlása-Mercedes Conecto NGT(2020)
- 1 darab hybrid midibusz beszerzése-Mercedes Citaro K(2020)
- 2 darab használt Mercedes O530G Ciataro Facelift autóbusz beszerzése(2020)